# Coppa dei Campioni 1976-1977 (hockey su pista)
La Coppa dei Campioni 1976-1977 è stata la 12ª edizione della massima competizione europea di hockey su pista riservata alle squadre di club. Il torneo ha avuto inizio il 4 marzo e si è concluso il 18 giugno 1977.
Il titolo è stato conquistato dallo Sporting CP per la prima volta nella sua storia.

## Squadre partecipanti
| Nazione        | Club             | Città                    | Qualificazione                                                                 |
| -------------- | ---------------- | ------------------------ | ------------------------------------------------------------------------------ |
| Belgio         | Rolta            | Lovanio                  | 1º nel campionato belga 1976, campione del Belgio                              |
| Francia        | La Vendéenne     | La Roche-sur-Yon         | 1º nel campione francese 1976, campione di Francia                             |
| Germania Ovest | Iserlohn         | Iserlohn                 | 1º nel campionato tedesco 1976, campione di Germania Ovest                     |
| Italia         | Laverda Breganze | Breganze                 | 1º in Serie A 1976, campioni d'Italia                                          |
| Paesi Bassi    | Residentie       | L'Aia                    | 1º in Dutch NRBB 1976, campione dei Paesi Bassi                                |
| Portogallo     | Sporting CP      | Lisbona                  | 1º in 1ª Divisão 1976, campione del Portogallo                                 |
| Spagna         | Vilanova         | Vilanova i la Geltrú     | 2º in División de Honor 1976                                                   |
| Spagna         | Voltregà         | Sant Hipòlit de Voltregà | Campione d'Europa in carica e 1º in División de Honor 1976, campione di Spagna |
| Svizzera       | Montreux         | Montreux                 | 1º in LNA 1976, campione di Svizzera                                           |

## Risultati

### Primo turno
| Squadra 1 | Totale  | Squadra 2        | Andata | Ritorno |
| --------- | ------- | ---------------- | ------ | ------- |
| Iserlohn  | 10 - 15 | Laverda Breganze | 5 - 3  | 5 - 12  |

### Quarti di finale
| Squadra 1   | Totale | Squadra 2        | Andata | Ritorno |
| ----------- | ------ | ---------------- | ------ | ------- |
| Residentie  | 8 - 6  | La Vendéenne     | 6 - 4  | 2 - 2   |
| Rolta       | 3 - 16 | Vilanova         | 2 - 6  | 1 - 10  |
| Sporting CP | 29 - 4 | Montreux         | 18 - 1 | 11 - 3  |
| Voltregà    | 14 - 5 | Laverda Breganze | 9 - 0  | 5 - 5   |

### Semifinali
| Squadra 1 | Totale | Squadra 2   | Andata | Ritorno |
| --------- | ------ | ----------- | ------ | ------- |
| Vilanova  | 17 - 6 | Residentie  | 12 - 2 | 5 - 4   |
| Voltregà  | 8 - 10 | Sporting CP | 5 - 2  | 3 - 8   |

### Finale
| Squadra 1   | Totale | Squadra 2 | Andata | Ritorno |
| ----------- | ------ | --------- | ------ | ------- |
| Sporting CP | 12 - 3 | Vilanova  | 6 - 0  | 6 - 3   |

#### Andata
| Lisbona 4 giugno 1977 | Sporting CP | 6 – 0 | Vilanova |  |

#### Ritorno
| Vilanova i la Geltrú 18 giugno 1977 | Vilanova | 3 – 6 | Sporting CP |  |